# ماركو بولات
ماركو بولات هو لاعب كرة قدم صربي في مركز الدفاع، ولد في 30 يوليو 1997 في Smederevska Palanka ‏ في صربيا. شارك مع منتخب صربيا تحت 17 سنة لكرة القدم. أما مع النوادي، فقد لعب مع نادي فاريسي ونادي ياغودينا وهيلاس فيرونا.

## وصلات خارجية
- ماركو بولات على موقع قاعدة بيانات كرة القدم.إي يو (الإنجليزية)
- ماركو بولات على موقع Soccerway.com (الإنجليزية)